# Zgornje Slemene
Zgornje Slemene so naselje v Občini Šentjur.